# تردد بالغ الارتفاع

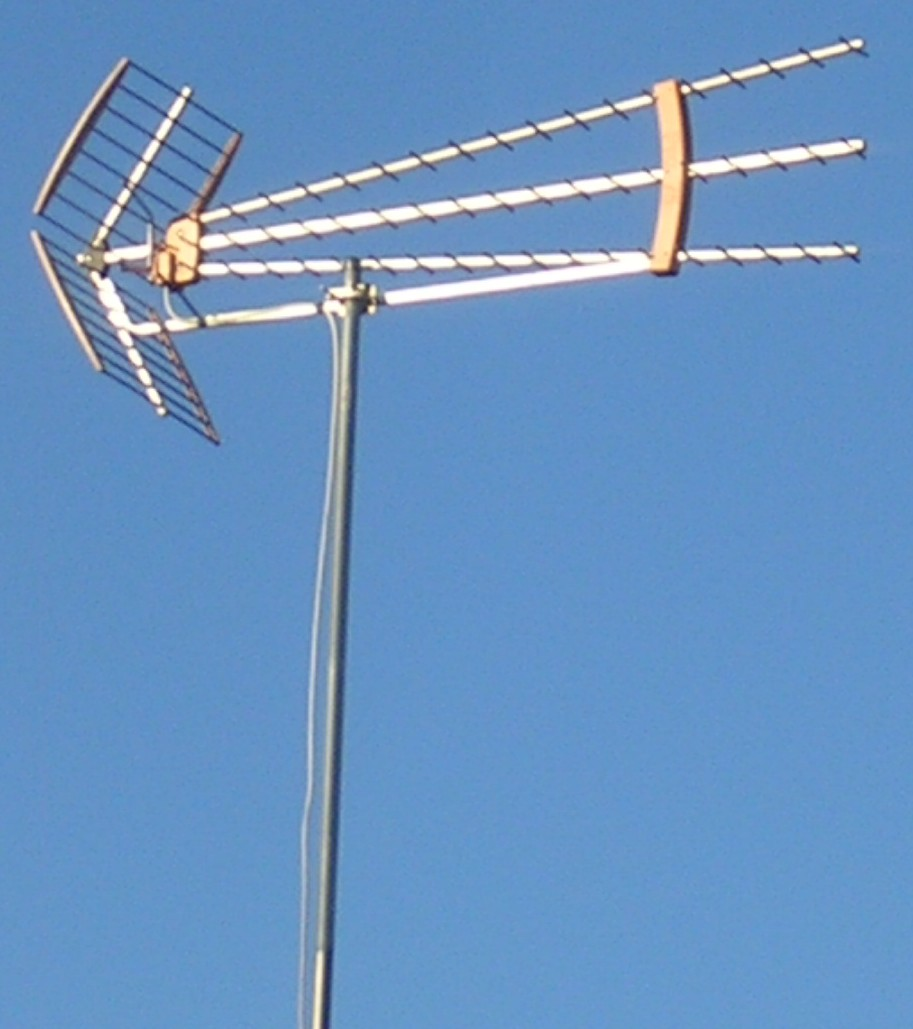

التردد بالغ الارتفاع (بالإنجليزية: Ultra High Frequency)‏ اختصاراً UHF، هي مجموعة ترددات الراديو المحصورة مابين 300 ميغاهرتز إلى 3 غيغاهرتز. و يتراوح طول أمواجها ما بين 10 سم و 1 متر.
تسمى الترددات الأقل منها بالترددات بالترددات الجد عالية، أما الترددات الأكبر منها فتدعى الترددات ما فوق العالية.
من أجل جميع حزم الترددات انظر موجات الراديو وترددات الطيف الكهرومغناطيسي.

## استخدامات
تستخدم الترددات فائقة العلو في البث التلفزيوني، أجهزة الهاتف النقال، وأجهزة الاتصال ثنائية الاتجاه العامة، ونظام التموضع العالمي وغيرها.